# Бої за Вуосалмі
Бої за Вуосалмі відбувалися між радянськими та фінськими військами в червні — липні 1944 року на Карельському перешийку по берегах річки Вуоксі поблизу села Пааккола у перебігу Виборзько-Петрозаводської операції. Дана територія відносилася до колишньої фінської волості Еюряпяя; село Пааккола (з 1948 року — Баришево) — на південному березі Вуоксі, Вуосалмі (нині не існуюче село) — на північному березі річки — поруч із селом Новою Дєрєвнєю. З радянської сторони в боях участь брали підрозділи 23-ї армії, з фінської — 3-й армійський корпус.
В ході запеклих боїв радянські сили змогли спочатку зліквідувати фінський плацдарм на південному березі Вуоксі, згодом форсували річку та самі зайняли плацдарм на її північному березі. Одначе повністю притлумити фінський опір та розвинути наступ у напрямі на Кексгольм радянським частинам не вдалося.
Через більш ніж впертий опір фінських військ радянське керівництво у середині липня ухвалило рішення припинити наступ на Карельському перешийку, мотивуючи дане рішення змінами загальної обстановки на радянсько-нацистському фронті.

## Наступ військЛенінградського фронтуна Карельському перешийку в червні 1944 (Виборзька операція)
9 червня починається на Карельському перешийку наступальна операція радянських військ, яким за мету було поставлено розгромити військові сили Фінляндії та примусити її вийти з війни із СРСР. В підготованому плані наступальної операції передбачалося нанесення головного удару в напрямі Виборга 21-ю армією. 23-тя армія мала за ціль вийти до річки Вуоксі та її приток, форсувати та розвивати наступ на Кексгольм.
Після напружених боїв радянські війська 20 червня вийшли широким фронтом до річки Вуоксі. Проте частини фінського 3-го армійського корпусу змогли уникнути розбиття та організовано відійшли на попередньо підготовані оборонні рубежі поздовж Вуоксі та приток на лінію VKT.
Командувач Ленінградським фронтом Леонід Говоров 21 червня презентує Ставці ВГК план розвитку подальшого наступу фронту на Карельському перешийку. Головний удар й надалі мали провадити підрозділи 21-ї армії за активного сприяння 23-ї армії — її 6-й та 98-й стрілецькі корпуси мали форсувати Вуоксі на відтинку Антреа — Есно, в подальшому їм наказувалося наступати на Хійтолу, щоб з півночі обійти Кексгольм. Рівночасно дивізії 115-го стрілецького корпусу мали завданням подолати Вуоксі біля Ківініємі й також наступати в напрямі Кексгольму.
22 червня Ставка ВГК затверджує запропонований план наступу, одночасно відмовивши Говорову в проханні надати Ленінградському фронту два додаткових корпуси.

## Радянські сили перед початком боїв
Станом на 20 червня для наступу були зосереджені:
- 23-тя армія (командуючий генерал-лейтенант Олександр Черепанов) — тримала фронт завдовжки близько 100 кілометрів від місцевості південніше Реполи до західного узбережжя Ладозького озера
  - 6-й стрілецький корпус (командир — генерал-майор Іван Фадєєв)
    - 13-та стрілецька дивізія
    - 177-ма стрілецька дивізія
    - 382-га стрілецька дивізія[1]

  - 98-й стрілецький корпус (генерал-лейтенант Георгій Анісімов)[2]
    - 92-га стрілецька дивізія
    - 281-ша стрілецька дивізія
    - 381-ша стрілецька дивізія

  - 115-й стрілецький корпус (генерал-майор С. Б. Козачек)
    - 10-та стрілецька дивізія
    - 142-га стрілецька дивізія (полковник Григорій Сонников)

  - 17-й укріпрайон
  - окремі артилерійські, інженерно-саперні, танкові частини — загалом до 800 гармат[2]

6-й та 98-й корпуси знаходилися на південному березі Вуоксі від Реполи до Еюряпяя, 115-й корпус тримав оборону від Еюряпяя до Ківініємі, 17-й укріпрайон — на узбережжі Ладозького озера. Загальна чисельність 23-ї армії складала приблизно 100 000 чоловік.

## Чисельність та розташування фінських сил
Загальна чисельність фінських військових сил в планованій зоні радянського наступу була приблизно рівною 35 000 чоловік,
- із складу 4-го армійського корпусу
  - 3-тя піхотна дивізія
- 3-й армійський корпус (генерал Ялмар Сііласвуо)
  - 2-га піхотна дивізія (генерал Аарне Блік)
  - 15-та піхотна дивізія
  - 19-та піхотна бригада[3]

3-тя піхотна дивізія тримала оборону південніше Вуоксі біля Реполи, на північних берегах Вуоксі та приток 2-а і 15-а піхотні дивізії й 19-а піхотна бригада.
Один полк 2-ї піхотної дивізії утримував невеликий плацдарм на південному березі Вуокси поблизу Еюряпяя, фінські оборонні позиції були добре укріпленими та знаходилися на панівних висотах, оборонним вузлом була зруйнована лютеранська кірха. На північному березі річки розміщалася потужна фінська артилерійська група — плацдарм займав поважне місце в обороні, оскільки закривав радянським військам можливість форсувати в найбільш зручному місці річку біля Вуосалмі (Дружноє, Виборзький район).

## Знищення фінського плацдарму протягом25 червня—8 липня
В напрямі головного удару Ленінградський фронт північно-східніше Виборга 21 — 22 червня починають наступ дивізії 21-ї армії з наказом прорвати фінську оборону від Фінської затоки до Вуоксі. Проте радянські сили в цьому напрямі зустріли впертий опір і не змогли подолати оборонні рубежі, лише незначно просуваючись в ході боїв при Талі-Іхантала.
У тому ж часі вів бойові дії 6-й стрілецький корпус 23-ї армії — прикривав правий фланг 21-ї армії — однак протягом напружених боїв 22 — 23 червня успіхів не зазнав. З огляду на такі утруднені обставини початку радянського наступу керівництво покладало особливі сподівання на наступ частин 23-ї армії з форсуванням Вуокси з подальшим просуванням на Кексгольм задля оточення фінського угрупування, що знаходилося на північний схід від Виборга.
До початку липня частини 68-го стрілецького корпусу намагалися зліквідувати фінський плацдарм побіля Еюряпяя, але успіху не досягли — плацдарм був посилений з міркувань фінського керівництва відтермінування подолання радянськими силами річки Вуокси. В тому ж часі частини 142-ї стрілецької дивізії намагалися подолати водний рубіж під Ківініємі біля зруйнованого залізничного мосту. Проте фіни на добре укріплених позиціях з протилежного берега завдавали значних втрат наступаючим червоноармійцям ще на підходах до річки; після кількох невдалих спроб форсування командування приймає рішення перенести напрям удару лівіше від Еюряпяя.
На початку липня командувач фронтом маршал Говоров вимагає від командира 23-ї армії (з 3 липня) генерал-лейтенанта Василя Швецова ліквідувати фінський плацдарм біля Еюряпяя та після форсування Вуоксі наступати на Кексгольм.
4 липня вранці починається наступ на фінський плацдарм після потужного артилерійського обстрілу. Маючи надзвичайну чисельну та технічну перевагу — співвідношення в людських силах 6:1, у авіації та артилерії 4:1 — частини 98-го стрілецького корпусу 6 діб вели запеклі бої та лише на 7-й день плацдарм було ліквідовано.
Радянські частини за 7 днів боїв втратили 1046 бійців вбитими та 4265 пораненими. Командир фінської 2-ї піхотної дивізії Армас-Ейно Мартола у критичний момент боїв на плацдармі намагається отримати дозвіл на відведення військ; однак генерал Ялмар Сііласвуо наказав триматися до останнього. Що, власне, фіни і зробили — з плацдарму живим ніхто не відійшов.
Молодший лейтенант Костянтин Єсенін в тому часі командував ротою, в бою під Еюряпяя отримав важке поранення в легені; у своїх споминах писав, що радянські бійці «не форсували річку Вуоксу, а проклали до неї собою дорогу».

## Форсування Вуоксі9 липня
Рівночасно з перебігом боїв по ліквідуванню фінського плацдарму частини радянського 115-го стрілецького корпусу також готувалися до подолання річки Вуоксі. Першими долати водний рубіж мали — 10-а стрілецька дивізія біля Васіккасаарі, лівіше від неї — 142-а дивізія; в другому ешелоні знаходилася 92-га стрілецька дивізія. Корпусу були надані 1-й гвардійський, 21-й та 62-й окремі понтонні батальйони для переправи стрілецьких з'єднань та танкових частин.
9 липня о 4-й ранку радянська артилерія починає обстріл фінських позицій; підрозділи 142-ї стрілецької дивізії за 20 хвилин до закінчення артпідготовки починають переправу через річку, намагаючись провести цю операцію під прикриттям артилеристів — командир дивізії полковник Сонников під особисту відповідальність ухвалив таке рішення. Човни та плоти з бійцями пливли віялом шириною в 3 кілометри. Радянські бійці переправилися на другу сторону річки та в бою захопили плацдарм; протягом 3-4 годин основні сили 142-ї стрілецької дивізії були на північному березі Вуоксі. До кінця дня захоплена ділянка червоноармійцями розширена до розмірів 5-6 кілометрів вздовж та 2-4 вглиб.
Частини 10-ї стрілецької дивізії провели переправу у набагато гірших умовах. Підрозділи почали перебиратися через водний рубіж одразу після артилерійської підготовки, в місці форсування потрапили під прицільний щільний вогонь та зазнали значних втрат — до 50 % від особового складу. З огляду на розпачливий стан керівництво корпусу приймає рішення не продовжувати у цій місцевості подолання річки та переправити частини на плацдарм, зайнятий 142-ю дивізією; незабаром туди ж перекидаються сили 92-ї стрілецької дивізії.

## Бої за плацдарм протягом10— 15 липня
Фінське керівництво в терміновому порядку збільшує чисельність своїх військових сил поблизу радянського плацдарму — 2-у дивізію посилюють частини 15-ї піхотної дивізії та 19-ї піхотної бригади. 10 липня до місця радянського плацдарму прибуває Фінська танкова дивізія та частини єгерської бригади, за ними — зі складу 3-ї піхотної дивізії.
Після зосередження сил фіни проводять спробу контрнаступу; бої продовжувалися кілька діб. Сили 142-ї стрілецької армії змогли стримати фінські сили та розширити плацдарм до 7 кілометрів вздовж та 2 км вглиб, таке просування стало можливим завдяки діям інженерно-саперних частин, котрі наводили переправи для артилерії й танків під постійним обстрілом. Подальші спроби пробиватися з боями в напрямі Кексгольму не мали наслідків.
Карпенко Микола Матвійович, за форсування Вуоксі нагороджений орденом «Червоно Зірка», свідчить, що радянських бійців після переправи стрічав жіночий батальйон снайперів, і з його полку по переправі лишилося живими разом з комполку 7-8 чоловік.
11 липня частини фінської танкової дивізії вступають у бій під Вуосалмі (самохідки StuG-III, підбивши 6 радянських танків та втративши одну САУ. Того ж дня дві фінські роти штурмових гармат прикривали дорогу на Ораванкюто (поблизу озера Балахановського), там в бою підбили 3 радянські танки. Того ж дня загинув в бою під Кунінкаанрісті на притоці Вуоксі річці Вуоксі-Вірта від прямого потрапляння снаряда з самохідної гармати начальник політвідділу 142-ї дивізії підполковник Д. Є. Джатієв (колишній міністр фінансів Північно-Осетинської республіки) — його іменем було названо колгосп, а в центрі села Ромашки 1978 року встановлено пам'ятник.
Того ж дня командуючий Ленінградським фронтом наказує підрозділам 23-ї армії перейти до оборони.

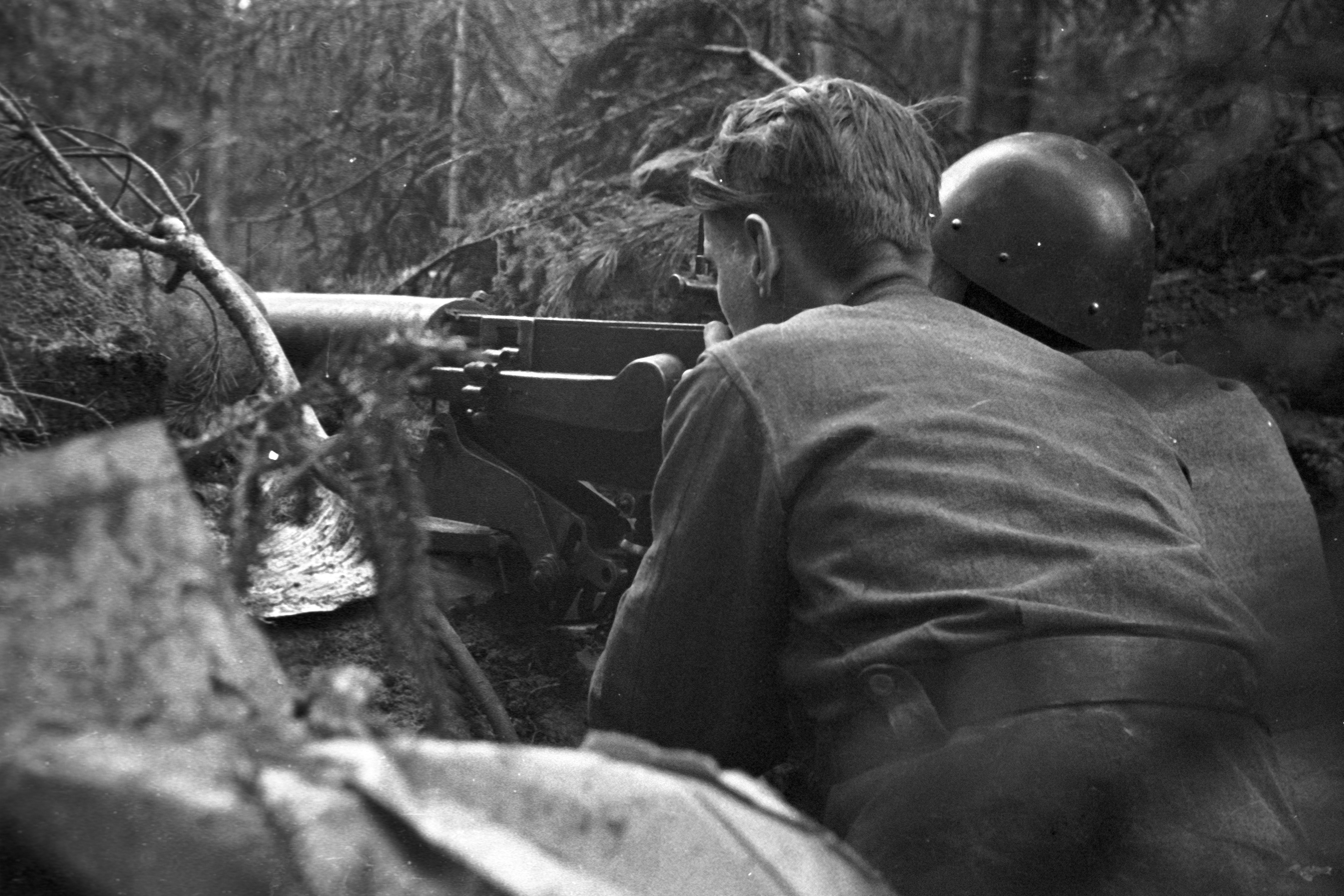
Фінські кулеметники на позиції, Еюряпяя — Вуосалмі, липень 1944

12 липня бої продовжувалися, було підбито 8 радянських ранків, з них не менше 3 Т-34.
13 липня фінські бронечастини в боях за Вуосалмі підбили ще 2 радянських танки.
У директиві Ленінградського фронту від 15 липня зазначалося, що 10-а та 142-а стрілецькі дивізії зазнали втрат у боях за плацдарм 2386 та 2476 чоловік відповідно.
Протягом 15 — 16 липня 115-й стрілецький корпус виводиться з плацдарму, його місце займають частини із складу 6-го стрілецького корпусу, зокрема 382 дивізія; активні бойові дії на цьому фронтовому відтинку не велися.
21 липня фінські бронечастини відводяться з даного відтинку в напрямі Куурманпохья — Нявері.

## Значення боїв
Фінські історики розцінюють бої за Вуосалмі як переможні, оскільки — хоча з великими втратами, але радянський наступ був зупинений.
Радянські джерела наводять формулювання, що було створено умови для подальшого успішного наступу в напрямі Кексгольму, але для нього була потрібна «оперативна пауза з ретельною підготовкою наступного етапу операції» та, нібито врахувавши запеклий опір фінських військ на цьому відтинку й значні успіхи на інших напрямах, радянське керівництво ухвалило рішення припинити наступ на всьому Карельському перешийку, не бажаючи витрачати сили та засоби «на явно другорядному напрямі».
Маршал Карл Маннергейм в своїх споминах зазначав, що фінська розвідка серединою липня встановила перекидання з Карельського перешийку радянської дивізії та танків й артилерії на фронт в Прибалтиці.
В боях під Вуосалмі брав участь на боці фінів і інгерманландський батальйон; втрати склали 200 пораненими, 30 вбитими, 20 зниклими безвісти.
Загальні втрати з обидвох сторін склали близько 22 000 чоловік.

## Відзначення учасників боїв
За участь в боях при форсуванні Вуоксі лише в 142-й стрілецькій дивізії бойові нагороди отримали 1450 бійців та командирів, вісім стали Героями Радянського Союзу, серед них —
- Гончаров Петро Фролович
- Кобець Семен Павлович
- також відзначився в боях поет Колтунов Йосип Григорович.

Біля села Баришево встановлено пам'ятний знак учасникам боїв за Вуосалмі.